# Deacon (artillerie)
AEC Mk I Gun Carrier bekend als Deacon was een Engels stuk gemechaniseerde artillerie gebruikt tijdens de Tweede Wereldoorlog in de Noord-Afrikaanse Veldtocht. De Deacon werd gebouwd op het chassis van de AEC Matador.
In de strijd tegen de Afrikakorps in de woestijnen van Noord-Afrika had het Britse leger behoefte aan mobiele wapens. Kleine kanonnen werden achterop vrachtwagens gemonteerd – en portee - om snel vuursteun te kunnen leveren.
De AEC Matador kreeg op het laadvlak een 6-ponder kanon gemonteerd. Deze was omgeven door pantserplaten en zo ook de bestuurderscabine en motor. Het pantser was maximaal 20 mm dik. Voor het kanon waren twee bemanningsleden nodig, een commandant en lader. Het kanon schoot granaten af met een massa van iets minder dan 3 kilogram. De pantserdoorborende granaten gingen door 60 mm dik pantser heen op een afstand van bijna 1 kilometer (1.000 yards). De productie van de Deacon startte in december 1942 en er werden 175 exemplaren van gebouwd.
De Deacon heeft vooral dienstgedaan in Noord-Afrika. In Europa is het nooit gebruikt. Diverse voertuigen zijn in 1943 verkocht aan het Turkse leger of het kanon is verwijderd en omgebouwd tot gepantserde munitie vrachtwagens.